# Jesús Rico García

Bischofswappen von Jesús Rico García

Jesús Rico García SOD (* 15. Oktober 1954 in Montemayor de Pililla, Provinz Valladolid) ist ein spanischer römisch-katholischer Geistlicher und Bischof von Ávila.

## Leben
Jesús Rico García besuchte das Kleine Seminar in Valladolid. Anschließend studierte er Philosophie und Katholische Theologie an der Päpstlichen Universität Salamanca. Am 24. Juni 1979 empfing er im Petersdom durch Papst Johannes Paul II. das Sakrament der Priesterweihe für das Erzbistum Valladolid. Rico García trat am 3. Mai 1981 der Priesterbruderschaft der Diözesanarbeiter des Heiligsten Herzens Jesu bei. Nach weiterführenden Studien erwarb er im selben Jahr an der Päpstlichen Universität der Salesianer in Rom ein Diplom im Fach Bildungswissenschaften und ein Lizenziat im Fach Katechetik.
Rico García war zunächst als Subregens am Priesterseminar in Saragossa tätig und lehrte von 1986 bis 1988 Katechetik am Centro Regional de Estudios Teológicos de Aragón (CRETA), bevor er 1988 stellvertretender Direktor des Berufungspastoral-Instituts Maestro Ávila in Salamanca wurde. Außerdem gehörte er von 1988 bis 1996 dem Redaktionsteam der Zeitschrift Seminarios an. Von 1990 bis 1996 leitete er die Aspirantur der Priesterbruderschaft der Diözesanarbeiter des Heiligsten Herzens Jesu in Salamanca. Danach gehörte er dem Generalrat der Priesterbruderschaft an und war Delegat des Generaldirektors für Spanien. Von 2002 bis 2008 fungierte Rico García als stellvertretender Generaldirektor der Priesterbruderschaft der Diözesanarbeiter des Heiligsten Herzens Jesu und von 2008 bis 2014 schließlich als Generaldirektor. Daneben wirkte er von 2003 bis 2007 als Spiritual am Päpstlichen Spanischen Kolleg in Rom und von 2007 bis 2008 leitete er zusätzlich das Sekretariat für die Priesterseminare bei der Spanischen Bischofskonferenz. Nach seiner Amtszeit als Generaldirektor leitete er die Aspirantur der Priesterbruderschaft in Huixquilucan in Mexiko. Darüber hinaus lehrte er an der Universidad Pontificia de México in Mexiko-Stadt und engagierte sich in der Ehepastoral. Ab 2020 war Rico García Rektor des Päpstlichen Spanischen Kollegs.
Am 29. Mai 2023 ernannte ihn Papst Franziskus zum Bischof von Ávila. Der emeritierte Erzbischof von Valladolid, Ricardo Kardinal Blázquez, spendete ihm am 15. Juli desselben Jahres in der Kathedrale von Ávila die Bischofsweihe; Mitkonsekratoren waren der Apostolische Nuntius in Spanien, Erzbischof Bernardito Cleopas Auza, und der emeritierte Bischof von Ávila, Jesús García Burillo. Sein Wahlspruch Scio cui credidi („Ich weiß, wem ich geglaubt habe“) stammt aus 2 Tim 1,12 .

## Schriften
- Pastoral juvenil y pastoral vocacional. Dos pastorales complementarias. In: Seminarios. Band 36, Nr. 117, 1990, OCLC 9735353831, S. 277–292.
- Jesús Rico García, Carlos R. López Ludeña: El proceso educativo de la formación sacerdotal. In: Seminarios. Band 38, Nr. 125/126, 1992, OCLC 9679668342, S. 375–401.
- El beato Manuel Domingo y Sol y los jóvenes. Centro Mosén Sol, Tortosa 1993, OCLC 435396928.
- Luis Rubio Morán, Jesús Rico García: Presencia y participación de mujeres en la formación de los futuros presbíteros. Mesa redonda. In: Seminarios. Band 41, Nr. 136, 1995, OCLC 9575263149, S. 161–198.
- La misericordia en el itinerario vocacional. In: Seminarios. Band 62, Nr. 216, 2016, OCLC 8990560143, S. 69–75.
- El acompañamiento: Medio privilegiado para el discernimiento vocacional. In: José Luis Ferré Martí (Hrsg.): Discernimiento cristiano-vocacional. Universidad Pontificia de México, Mexiko-Stadt 2021, ISBN 978-6-07783749-7, S. 51–78.